# Harvey (mannequin)
Harvey est l'un des premiers simulateurs médicaux disponibles pour la formation des professionnels de la santé. Harvey a été créé en 1968 par le docteur Michael S. Gordon à l'Université de Miami. Harvey est actuellement vendu par Laerdal Corporation.

## Contexte
Considéré comme l'un des produits révolutionnaires de la simulation médicale, ce simulateur de patient cardiopulmonaire fournit une méthode de test standardisée pour les procédures en temps réel et les compétences du stagiaire (généralement un étudiant en médecine ou un résident),.
Démontré pour la première fois en 1968, le simulateur Harvey est un mannequin qui exécute plus de 25 fonctions cardiaques différentes du corps humain, faisant varier la pression artérielle, la respiration, le pouls, les bruits cardiaques et les souffles cardiaques,,. Au fil des années, Harvey a été amélioré avec l'ajout de fonctions cardiaques plus avancées, avec l'ambition de créer un programme général et approfondi en cardiologie.
Harvey est utilisé pour enseigner à tous les niveaux de l'éducation médicale. Pour les débutants, le simulateur est utilisé pour enseigner les techniques de mesure de la pression artérielle et aider les élèves à reconnaître un souffle cardiaque. Pour les étudiants en médecine de niveau supérieur, Harvey peut imiter la variation du son cardiaque avec la respiration, ainsi qu'une variété de problèmes cardiaques, tels que les pulsations veineuses carotidiennes ou jugulaires.
Les étudiants en médecine et les cardiologues ne sont pas les seuls à utiliser des mannequins comme Harvey pour apprendre les techniques de chevet. D'autres spécialités, telles que l'anesthésiologie, la médecine interne et la médecine d'urgence, ont également fait usage du mannequin. Des personnels militaires utilisent également cette technologie pour améliorer leurs compétences.

## Logique pédagogique
Le simulateur Harvey est un outil d'enseignement médical. Harvey a été créé principalement pour améliorer les compétences cardiovasculaires du personnel médical. En imitant les fonctions cardiaques de base du corps humain, Harvey propose un exercice d'entraînement beaucoup plus réaliste qu'une conférence traditionnelle en classe. En supprimant le risque de pratiquer sur un vrai patient, les simulateurs préparent les étudiants à des situations du monde réel,.
Des études ont montré une différence significative des résultats en cardiologie entre des étudiants de médecine qui ont utilisé Harvey et d'autres étudiants qui ne l'ont pas fait.

## Histoire
Le mannequin Harvey a été nommé d'après W. Proctor Harvey, médecin de l'Université de Georgetown (USA) et mentor du créateur du mannequin, le docteur Michael Gordon.
Avant le simulateur Harvey, il y avait d'autres modèles tels que Resusci Anne, conçu pour enseigner la ventilation bouche-à-bouche, qui ne simulait en fait pas grand-chose, et le moins connu Sim One, l'un des premiers simulateurs informatisés conçus pour simuler un patient humain entier.
À l'origine, trois simulateurs Harvey ont été créés, chacun simulant une maladie différente. Par la suite, Harvey a été amélioré pour pouvoir simuler de multiples maladies.
Les fonctions internes de Harvey sont passées par trois versions de conception. Le prototype utilisait des relais téléphoniques pour créer les mouvements cardiaques ; et une bande d'enregistrement à quatre pistes pour les sons. Le premier modèle commercial utilisait une série de cames et de leviers au lieu de relais téléphoniques, mais conservait les enregistrements sur bande 4 pistes pour le son. Lorsque le fabricant du magnétophone (Ampro Corp) a fait faillite, une carte son a été intégrée pour imiter les sons cardiaques. La troisième version de ce simulateur utilise un servomoteur et une carte son pour imiter les fonctions cardiovasculaires du corps humain.
La première version de Harvey coûtait environ 100 000 dollars, mais les mises à niveau d'une carte son et d'un servomoteur ont réduit le coût à environ 50 000 dollars.

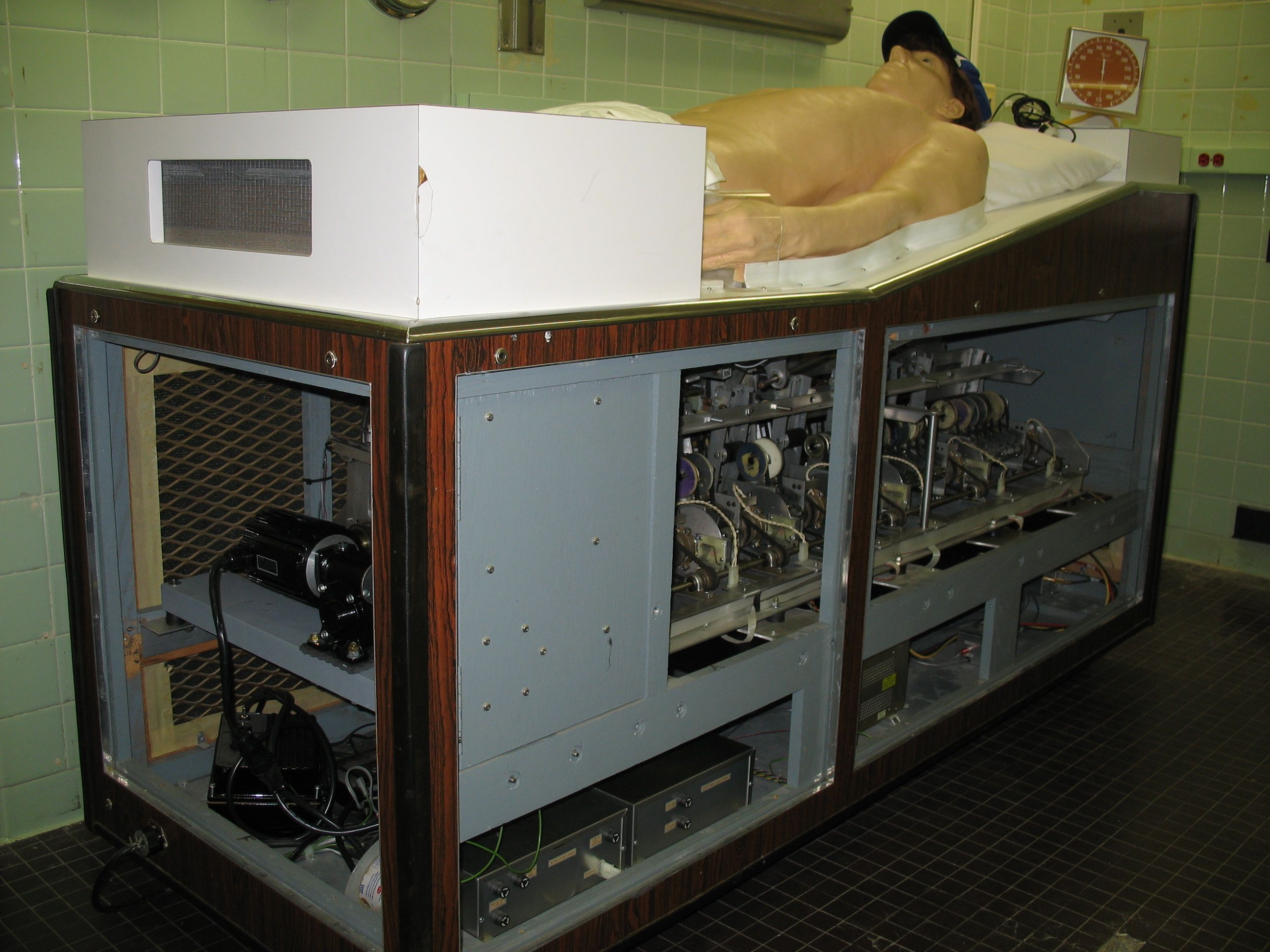
Ancienne version de Harvey, avec les panneaux retirés laissant apparaitre la structure interne.
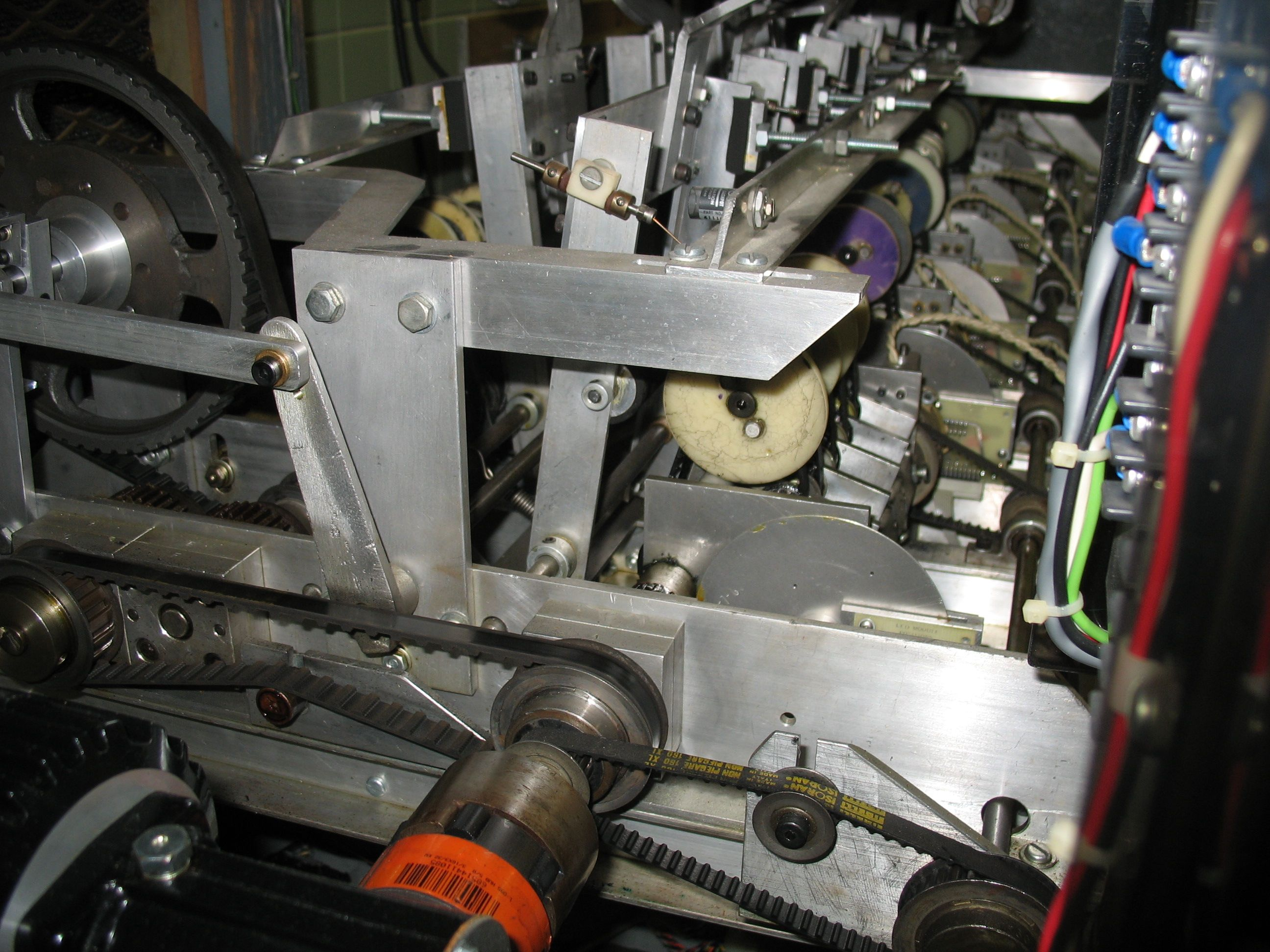
Vue de la structure interne de l'ancienne version de Harvey. Le moteur, montré près du bas de l'image, entraîne l'arbre à cames illustré.
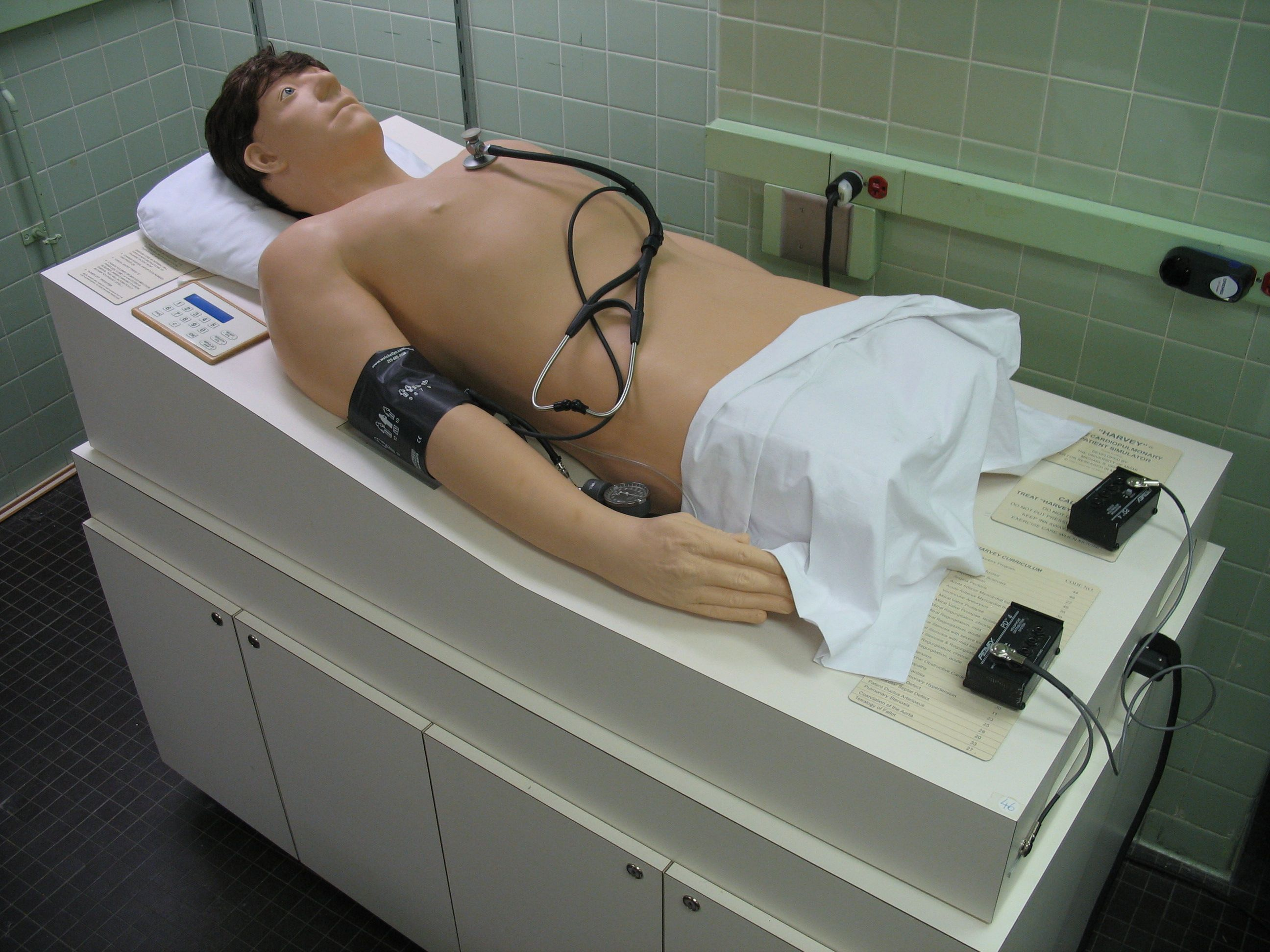
Version récente de Harvey avec sa base. Les boîtes noires en bas permettent au son d'être transmis à plusieurs utilisateurs.
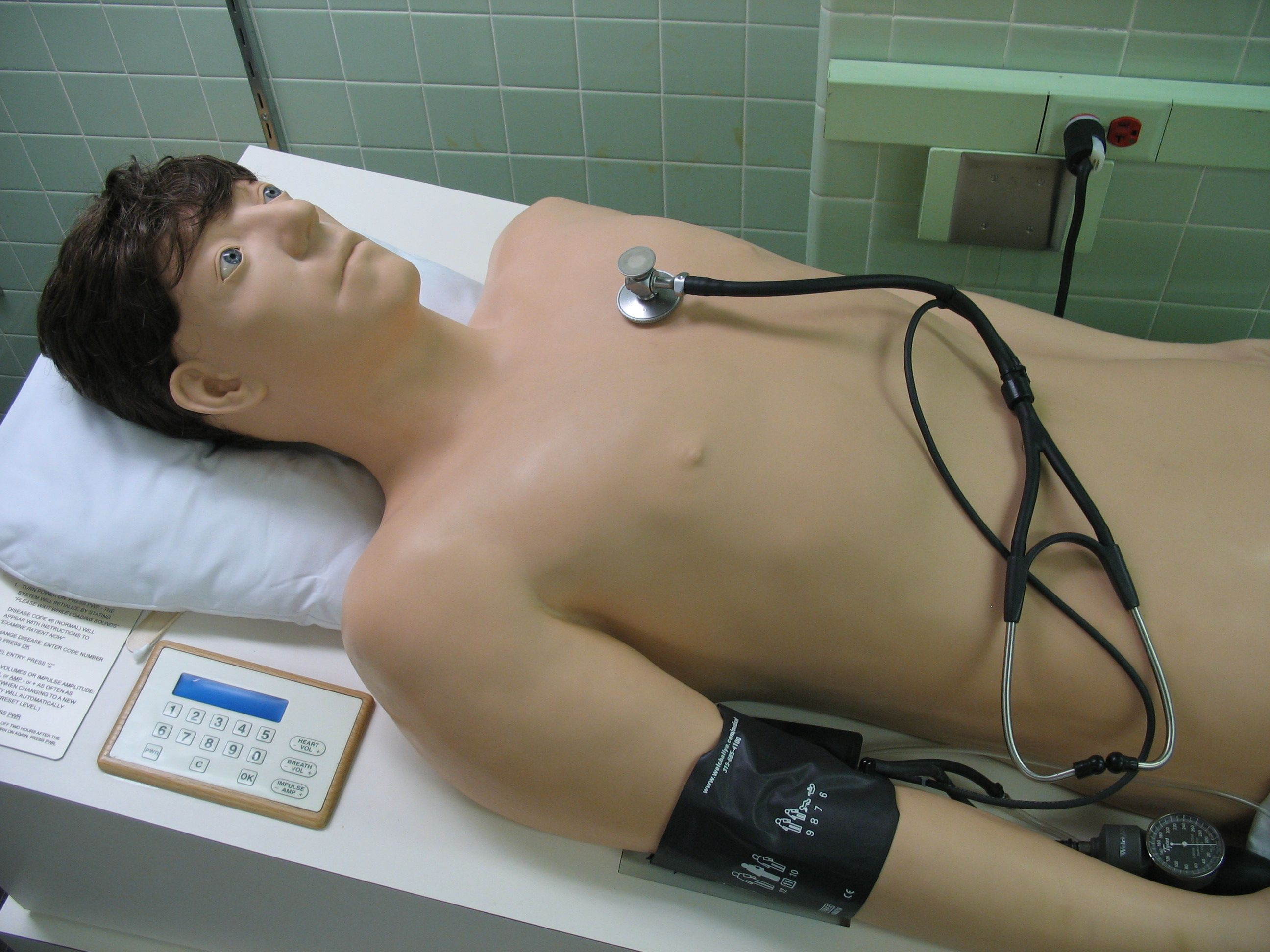
Version récente de Harvey montrant le stéthoscope et l' interface de contrôle .